# Palm mute
El palm mute es realizado apoyando la mano que lleva la púa en el puente de la guitarra. Esto produce un sonido apagado de las cuerdas.
El palm muting es una técnica estándar en los guitarristas que tocan con púa y frecuentemente usado en estilos como rock, heavy metal, y especialmente en thrash metal, punk rock, speed metal y death metal, pero es frecuentemente encontrado en estilos de música que usan guitarras eléctricas con distorsión.
En las partituras, el palm mute está representado generalmente por la notación "P.M." o "PM".
- Datos: Q1471452